# Gun Barrel City (Texas)
Gun Barrel City es una ciudad ubicada en el condado de Henderson en el estado estadounidense de Texas. En el Censo de 2010 tenía una población de 5.672 habitantes y una densidad poblacional de 330,66 personas por km².

## Geografía
Gun Barrel City se encuentra ubicada en las coordenadas 32°19′42″N 96°7′54″O / 32.32833, -96.13167. Según la Oficina del Censo de los Estados Unidos, Gun Barrel City tiene una superficie total de 17.15 km², de la cual 16.2 km² corresponden a tierra firme y (5.59%) 0.96 km² es agua.

## Demografía
Según el censo de 2010, había 5.672 personas residiendo en Gun Barrel City. La densidad de población era de 330,66 hab./km². De los 5.672 habitantes, Gun Barrel City estaba compuesto por el 93.41% blancos, el 0.86% eran afroamericanos, el 0.56% eran amerindios, el 0.65% eran asiáticos, el 0.05% eran isleños del Pacífico, el 2.52% eran de otras razas y el 1.94% pertenecían a dos o más razas. Del total de la población el 6.82% eran hispanos o latinos de cualquier raza.